# Ghost Dance (film)
Pour les articles homonymes, voir Ghost Dance.
Pour plus de détails, voir Fiche technique et Distribution.
Ghost Dance est un drame psychologique expérimental ouest-germano-britannique réalisé par Ken McMullen et sorti en 1983.

## Synopsis
À travers les expériences de deux femmes à Paris et à Londres, le film propose une analyse de la complexité de nos conceptions des fantômes, de la mémoire et du passé. Le film se concentre sur le philosophe Jacques Derrida qui considère que les fantômes sont le souvenir de quelque chose qui n'a jamais été présent.

## Fiche technique
- Titre original anglais : Ghost Dance[1]
- Titre allemand : Geistertanz
- Réalisation : Ken McMullen
- Scénario :	Ken McMullen
- Photographie :	Peter Harvey
- Montage : Robert Hargreaves
- Musique : David Cunningham (en), Michael Giles et Jamie Muir
- Costumes : Sue Snell
- Production : Ken McMullen, Alan Fountain, Jeremy Isaacs, Eckart Stein, Dieter Stolte
- Société de production : Looseyard Production, Channel Four Films, ZDF
- Pays de production :  Allemagne de l'Ouest -  Royaume-Uni
- Langue originale : anglais, français
- Format : Couleurs - Son mono - 35 mm
- Durée : 100 minutes
- Genre : Drame psychologique, Film biographique expérimental
- Dates de sortie :
  - Royaume-Uni : 19 novembre 1983 (Festival du film de Londres)
  - Canada : 11 septembre 1984 (Festival du film de Toronto)
  - France : 5 mars 1997

## Distribution
- Pascale Ogier : Pascale
- Leonie Mellinger (en) : Marianne
- Robbie Coltrane : George
- Jacques Derrida : lui-même
- Dominique Pinon : le guide / le vendeur
- John Annette
- Stuart Brisley
- Barbara Coles